# Shapbeck-Plantage
Shapbeck-Plantage (englisch Shapbeck Plantation – auch Shapbeck Stone Circle oder Thrimby genannt) ist ein Konzentrischer Steinkreis bestehend aus drei Ringen bei Shap und Little Strickland, südlich von Penrith, nahe den Straßen A6/M6 in Cumbria in England.
In dem stark überwachsenen Steinkreis stehen nur wenige Steine aufrecht. Andere scheinen gestört und nicht in situ zu sein. Der Durchmesser des äußeren Rings beträgt etwa 20,5 m, er bestand aus 28 Steinen. Der mittlere Ring ist oval und misst etwa 8,0 × 10 m. Er hatte 18 Steine. Der kleinste Ring hat nur zwei Meter Durchmesser und sieben Steine. Ein innerer Cairn mit großen Randsteinen liegt im Kreis.
Etwa 650 m entfernt liegen die Steinreihe von Shap und im „Hanson Shap Beck Limestone Quarry“ der Steinkreis von Wilson Scar.